# Hotell Lappland
Hotell Lappland är ett hotell i Lycksele kommun. Hotellet har under ett flertal år utsetts till Sveriges mest lönsamma hotell.

## Bakgrund
Tidigare fanns hotellet Fågel Blå i Lycksele. Detta hotell behövde omfattande renoveringar varför kommunen tog beslutet att lägga ned det och istället bygga ett nytt hotell.

## Historia

### Konferensanläggning
Hotell Lappland uppfördes 1986. Som ägare stod Hilding Holmqvist som då redan ägde hotell Nordkalotten i Luleå. För driften stod Sven Roosqvist. Fram till 1996 fungerade hotellet i första hand som konferensanläggning även om turister också återfanns bland hotellets gäster.

### Eventanläggning
Stefan Karlsson, som var Sveriges yngste hotellägare när han som 17-åring övertog Kälarne Hotell, köpte verksamheten av Hilding Holmqvist 1996. Under hans tid utvecklades verksamheten till att – förutom konferensverksamhet – även omfatta nattklubb, spa, motionshallar, aktiviteter och en pub. Under Karlssons tid utsågs verksamheten till Sveriges lönsammaste hotell under många år.
År 2012 övertog Mattias Forsgren, hotell Lapplands tidigare hotellchef, verksamheten. Han hade då arbetat på hotellet sedan 2003. Vid försäljningen 2012 omfattade hotellet 207 rum och 15 konferenslokaler. Affären uppgavs vara "en av de största affärerna i Lyckseles historia".
Covid-19-pandemin i Sverige ledde till att företaget i mars 2020 tvingades varsla all personal på hotellet. Totalt rörde det sig om 20 anställda och cirka 80 timanställda. I augusti uppgav Forsgren att företaget som en direkt följd av pandemin sagt upp alla anställda förutom 10 personer. I slutet av året valde även den dåvarande delägaren och hotellchefen Mattias Forsgren att lämna hotell Lappland. Samma år uppgick omsättningen till 38 miljoner kronor.

### Spaanläggning
Ny delägare 2020 blev Stefan Karlssons bror Patrik Attini. Tillsammans rekryterade Karlsson och Attini en ny hotellchef i Katarina Lindahl. I en intervju 2023 menade hon att:
| ” | Sedan 2020 har ägarna nog investerat runt 55 miljoner kronor i projektet att göra om Hotell Lappland från en Finlandsfärja till ett fint spa- och konferenshotell | „ |

År 2023 uppgick omsättningen till över 87 miljoner kronor.